# Puchar Polski w piłce nożnej (1990/1991)
Puchar Polski w piłce nożnej mężczyzn 1990/1991 – 37. edycja rozgrywek mających na celu wyłonienie zdobywcy Pucharu Polski, który uzyskał tym samym prawo gry w 1/16 finału Pucharu Zdobywców Pucharów w sezonie 1991/1992. Mecz finałowy odbył się na Stadionie Miejskim w Piotrkowie Trybunalskim.
Tytuł zdobył GKS Katowice, dla którego był to drugi tryumf w historii klubu.
Runda wstępna - 18 i 21 lipca 1990
Podlasie Sokołów Podlaski – Gwardia Chełm 0-3 1-1
I runda - 25 lipca 1990
Olimpia Elbląg – Stoczniowiec Gdańsk 1-1, k. 3-4
Zjednoczeni Przytoczna – Chemik Police 1-0
Karolina Jaworzyna Śląska – Olimpia Kamienna Góra 4-0
Gwardia Chełm – AZS Biała Podlaska 2-2, k. 4-3
Jagiellonia II Białystok – Sparta Augustów 2-0
Unia Oświęcim – Gościbia Sułkowice 0-1
Mławianka Mława – Goplania Inowrocław 3-0
Motor Praszka – MCKS Czeladź 0-0, k. 5-6
Ostrovia Ostrów Wielkopolski – Warta Poznań 2-1
Sandecja Nowy Sącz – Korona Kielce 0-1
Gwardia Koszalin – Orzeł Biały Wałcz 3-1, po dogr.
Stal Sanok – Polna Przemyśl 1-0
Stal Chocianów – Ślęza Wrocław 1-3
KS Lublinianka – Zelmer Rzeszów 0-1
Polonia Warszawa – GKS Bełchatów 0-1
Gwardia Szczytno – Wisła Płock 0-1
Pogoń Świebodzin – Odra Opole 2-1
Warta Sieradz – Elana Toruń 3-4
Mazovia Rawa Mazowiecka – Włókniarz Aleksandrów Łódzki 1-0, po dogr.
Unia Tarnów – Hetman Zamość 3-0 (wo)
Kujawiak Włocławek – Gryf Słupsk 3-3, k. 0-3
Stal Gorzyce – Radomiak Radom 1-0
ŁKS Łomża – Bug Wyszków 1-1, k. 5-4
Tur Turek – Polonia Leszno 1-0
II runda - 1 sierpnia 1990
Gościbia Sułkowice – Stal Gorzyce 0-2
Gwardia Chełm – Korona Kielce 0-3
MCKS Czeladź – Unia Tarnów 4-2
Karolina Jaworzyna Śląska – Ślęza Wrocław 0-3
Gwardia Koszalin – Stoczniowiec Gdańsk 0-4
Mławianka Mława – Wisła Płock 0-2
Tur Turek – Elana Toruń 2-5
Zjednoczeni Przytoczna – Gryf Słupsk 3-4
Jagiellonia II Białystok – ŁKS Łomża 2-0
Pogoń Świebodzin – Ostrovia Ostrów Wielkopolski 1-1, k. 2-4
Mazovia Rawa Mazowiecka – GKS Bełchatów 1-0
Stal Sanok – Zelmer Rzeszów 4-1
III runda - 22 sierpnia 1990
Jagiellonia II Białystok – Gwardia Warszawa 0-2
Wisła Płock – Bałtyk Gdynia 3-2
Szombierki Bytom – Igloopol Dębica 2-0
Ślęza Wrocław – Górnik Wałbrzych 1-0
Ostrovia Ostrów Wielkopolski – Miedź Legnica 1-1, k. 4-3
Moto Jelcz Oława – Odra Wodzisław Śląski 0-1
Elana Toruń – Lechia Gdańsk 1-1, k. 6-5
Stoczniowiec Gdańsk – Pogoń Szczecin 2-3
Gryf Słupsk – Stilon Gorzów Wielkopolski 1-3, po dogr.
Stal Sanok – Stal Rzeszów 0-1
Korona Kielce – Siarka Tarnobrzeg 2-1
Polonia Bytom – Hutnik Kraków 2-1, po dogr.
MCKS Czeladź – Zagłębie Wałbrzych 2-3, po dogr.
GKS Jastrzębie – Stal Stalowa Wola 0-1
Stal Gorzyce – Resovia 0-3
Mazovia Rawa Mazowiecka – Stal Stocznia Szczecin 3-0 (wo)

## 1/16 finału
Mecze zostały rozegrane 29 sierpnia 1990.
Stal Rzeszów – Zagłębie Sosnowiec 3:0 (Bąk 31'k. 56' Kloc 41')

Stilon Gorzów Wielkopolski – Olimpia Poznań 0:1 (Suchomski 22')

Gwardia Warszawa – Zagłębie Lubin 2:3 (Miąszkiewicz 23' Aleksandrowicz 55' - Godlewski 2' 72' Góra 22')

Mazovia Rawa Mazowiecka – Stal Mielec 0:3 (Sajdak 33' 53' Fedoruk 71')

Stal Stalowa Wola – Lech Poznań 2:3 (Kopeć 24' Jurczenko 74' - Bayer 27' Juskowiak 47' Skrzypczak 56')

Szombierki Bytom – GKS Katowice 1:2 (Orzeszek 64' - Nazimek 9' Prabucki 16')

Wisła Płock – ŁKS Łódź 0:5 (Kruszankin 43' Stefański 48' Podolski 60'k. Wieszczycki 70' Cebula 85')

Elana Toruń – Zawisza Bydgoszcz 1:1, k. 2:3 (Słoka 29' - Arndt 18')

Korona Kielce – Ruch Chorzów 0:0, k. 2:1

Odra Wodzisław Śląski – Śląsk Wrocław 2:1 (Sowisz 64' Sosna 82' - Chałaśkiewicz 19')

Ostrovia Ostrów Wielkopolski – Motor Lublin 0:2 (Zych 54' 75')

Polonia Bytom – Widzew Łódź 0:1 (Cecherz 90')

Resovia – Górnik Zabrze 1:3 (Janicki 45'k. - Cyroń 28' 40' Kołaczyk 85')

Zagłębie Wałbrzych – Wisła Kraków 3:2 (Hajduk 11' Gawrych 67' Wierzbicki 86' - Lewandowski 35' Wójtowicz 36')

Pogoń Szczecin – Jagiellonia Białystok 1:3 dogr. (Adamczuk 69'k. - Grzanka 87' 120' Szugzda 118')

Ślęza Wrocław – Legia Warszawa 1:2 (Adamczyk 76' - Pisz 13' Kosecki 73')

## 1/8 finału
Mecze zostały rozegrane 21 listopada 1990.
Zawisza Bydgoszcz – Motor Lublin 2:0 dogr. (Arndt 95' Modracki 99')

Jagiellonia Białystok – Górnik Zabrze 0:2 (Cyroń 3' Jegor 22')

Zagłębie Lubin – Olimpia Poznań 1:2 dogr. (Kudyba 64' - Motyliński 90' Mielcarski 103')

Zagłębie Wałbrzych – Legia Warszawa 0:3 (Cyzio 23' 56' Iwanicki 47')

ŁKS Łódź – Lech Poznań 2:0 (Kruszankin 10' Podolski 37'k.)

Stal Rzeszów – Odra Wodzisław Śląski 2:0 (Bąk 37'k. Jodłowski 79')

Widzew Łódź – Stal Mielec 2:0 (Waliczek 36' Iwanicki 90'k.)

Korona Kielce – GKS Katowice 0:2 (P.Świerczewski 85' M.Świerczewski 88'k.)

## Ćwierćfinały
Pierwsze mecze zostały rozegrane 3 kwietnia 1991, a rewanże 8 maja 1991.
Górnik Zabrze – GKS Katowice 1:0 (Cyroń 21')

GKS Katowice – Górnik Zabrze 2:0 dogr. (M.Świerczewski 66' Walczak 97')

-

Zawisza Bydgoszcz – Widzew Łódź 0:1 (Podsiadło 77')

Widzew Łódź – Zawisza Bydgoszcz 0:1, k. 1:3 (Kot 35')

-

Olimpia Poznań – Stal Rzeszów 2:1 (Mielcarski 7' Sobkowiak 9' - Federkiewicz 43')

Stal Rzeszów – Olimpia Poznań 0:0

-

Legia Warszawa – ŁKS Łódź 2:0 (Iwanicki 8' Kowalczyk 60')

ŁKS Łódź – Legia Warszawa 2:0, k. 5:6 (Wieszczycki 19' Grad 84')

## Półfinały
Pierwsze mecze zostały rozegrane 15 maja 1991, a rewanże 5 czerwca 1991.
Olimpia Poznań – Legia Warszawa 0:3 vo, na boisku 2:0 (Soczyński 68' Suchomski 70')

Legia Warszawa – Olimpia Poznań 1:0 (Czykier 37')

-

GKS Katowice – Zawisza Bydgoszcz 3:1 (Rzeźniczek 50' M.Świerczewski 69'k. Grzesik 75' - Pasieka 90')

Zawisza Bydgoszcz – GKS Katowice 0:1 (Nawrocki 47')

## Finał
| 23 czerwca 1991 15:00 | GKS Katowice · Lesiak 77' | 1:00:0Raport | Legia Warszawa | Stadion Miejski, Piotrków Trybunalski Widzów: 7 000 Sędzia: Marek Kowalczyk (Poznań) |
|                       |                           |              |                |                                                                                      |